# Nowy Sielec
Nowy Sielec (prononciation : [ˈnɔvɨ ˈɕɛlɛt͡s]) est un village polonais de la gmina de Jutrosin dans le powiat de Rawicz de la voïvodie de Grande-Pologne dans le centre-ouest de la Pologne.
Il se situe à environ 2 kilomètres à l'ouest de Jutrosin (siège de la gmina), à 19 kilomètres à l'est de Rawicz (siège du powiat) et à 83 kilomètres au sud de Poznań (capitale régionale).
Le village possédait une population de 126 habitants en 2014.

## Histoire
De 1975 à 1998, le village faisait partie du territoire de la voïvodie de Leszno.

Depuis 1999, Nowy Sielec est situé dans la voïvodie de Grande-Pologne.